# دم‌شلاقیان
دُم‌شلاقی‌ها (دم‌موشی هم نامیده شده‌اند) ماهی‌های دریایی معمولاً بزرگ، به قهوه‌ای تا سیاه و سفید از خانواده دم‌شلاقیان (Macrouridae) هستند. این ماهی‌ها در آب‌های عمیق دریا از قطب شمال تا قطب جنوب یافت می‌شوند، و اعضای این خانواده از جمله فراوان‌ترین ماهی‌های اعماق دریا هستند.
دم‌شلاقیان یک خانواده بزرگ و متنوع با حدود ۳۴ سرده و ۳۸۳ گونه شناخته شده‌است (و بیش از نیمی از آن‌ها تنها در سه سردهCaelorinchus، Coryphaenoides و Nezumia قرار می‌گیرند).
دم‌شلاقیان در طول از حدود ۱۰ سانتی‌متر تا ۱٫۵ متر متفاوت هستند. برای گونه‌های بزرگ‌تر آن ماهیگیری تجاری مهمی راه‌اندازی شده‌است. خانواده دم‌شلاقیان به‌طور کل شاید بیش از ۱۵ درصد از جمعیت تمام ماهیان اعماق دریا را تشکیل بدهد.